# Shannonomyia (Shannonomyia) mesophragmoides
Shannonomyia (Shannonomyia) mesophragmoides is een tweevleugelige uit de familie steltmuggen (Limoniidae). De soort komt voor in het Neotropisch gebied.